# Selena Gomez
Selena Marie Gomez, född 22 juli 1992 i Grand Prairie i Texas, är en amerikansk skådespelerska och sångerska. 
Hon är verkställande producent för TV-serien Tretton skäl varför (2017–2022).

## Liv och karriär

### 1992–2004: Uppväxt och början på karriären
Selena Gomez föddes i Grand Prairie i Texas och namngavs efter tejanosångerskan Selena Quintanilla, som dog cirka tre år efter att Gomez föddes. Hon är dotter till Ricardo Joel Gomez och Amanda Dawn "Mandy" Teefey, tidigare Cornett. Hennes far är av mexikansk härkomst och hennes mor av italiensk härkomst. Föräldrarna skildes när hon var fem år och hon uppfostrades som ensambarn av sin mor. I en intervju från 2009 i tidskriften People nämnde Gomez att hon tidigt blev intresserad av skådespeleri efter att ha sett sin mor delta i teaterproduktioner. Hon tog gymnasieexamen genom hemundervisning i maj 2010.
Gomez påbörjade sin skådespelarkarriär när hon var sju år. Hennes första roll var som Gianna i Barney & Friends. Hon hade senare mindre roller i Spy Kids 3-D: Game Over och TV-filmen Walker, Texas Ranger: Trial By Fire. Gomez medverkade även i TV-filmen Brain Zapped.
Under 2004 upptäcktes Gomez av Disney Channel genom en rikstäckande talangjakt i USA. Gomez gästskådespelade i ett avsnitt av Zack & Codys ljuva hotelliv och hade en återkommande roll i Hannah Montana. Gomez spelade in två pilotavsnitt som var spin-off till två tidigare Disney-serier. Den första, What's Stevie Thinking?, var en spin-off till Lizzie McGuire där hon spelade Stevie Sanchez, Miranda Sanchez lillasyster. Den andra serien Arwin!, var en spin-off till Zack & Codys ljuva hotelliv, där hon spelade Alexa. Ingen av dessa kom att sändas på TV.

### 2007–2009:Magi på Waverly Placeoch genombrott
I början på 2007 blev Gomez utvald att medverka i Disney Channel-serien Magi på Waverly Place som huvudrollsinnehavaren Alex Russo. Premiäravsnittet sågs av cirka 5,9 miljoner tittare och blev genast en hit. Många massmedier dubbade Gomez till den 'nästa Miley Cyrus', vilket orsakade ramaskri och en rapporterad fejd. Gomez klargjorde dock att det inte fanns någon fejd och att hon var smickrad över jämförelsen. Under 2008 medverkade Gomez i Another Cinderella Story med Drew Seeley, som endast släpptes på DVD. Hon hade även en mindre röstroll i Horton (film), som släpptes i mars samma år. I april rankades Gomez av Forbes som nummer fem på deras lista "Eight Hot Kid Stars To Watch", och beskrevs som en "tonåring med ett flertal talanger".

### 2009–2011: Filmdebut och Selena Gomez & the Scene

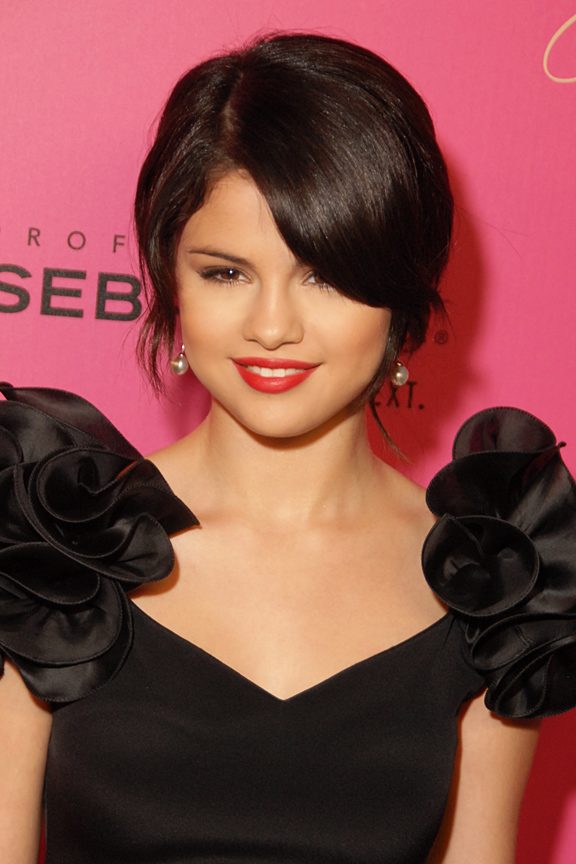
Selena Gomez 2009.

Gomez bildade gruppen Selena Gomez & the Scene 2009. Kiss & Tell, bandets första studioalbum, släpptes den 29 september samma år. Den 5 mars 2010 sålde albumet guld. Albumets singel, "Naturally" sålde platina. I februari 2009 fick Gomez en av de kvinnliga huvudrollerna i Ramona and Beezus, en filmversion av Beverly Clearys bokserie med samma namn.
I juni 2009 hade Gomez en gästroll som sig själv i ett avsnitt av bästa vännen Demi Lovatos Disneyserie, Sonnys chans. Samma månad sändes TV-filmen Projekt Prinsessa som både Gomez och Lovato medverkade i. Sändningen samlade ihop cirka 8,5 miljoner tittare. Den 28 augusti 2009, två månader efter premiären av Projekt Prinsessa, sändes TV-filmen Magi på Waverly Place: The Movie. Premiären sågs av 11,4 miljoner tittare.
Gomez första biofilm Ramona & Beezus hade premiär den 23 juli 2010 och möttes av generellt positiva recensioner. I mars 2010 rapporterade Variety att Gomez hade fått en av huvudrollerna i Monte Carlo, en film producerad av Nicole Kidman. Hennes motspelerskor var Leighton Meester och Katie Cassidy. Gomez porträtterar Grace, en tjej som av misstag blandas ihop med en societetstjej under en resa till Paris. För att förbereda sig för rollen fick Gomez lära sig att spela polo och ta en två veckor lång röstlektion för att öva in två olika brittiska accenter. Samma år bekräftades det att den fjärde säsongen av Magi på Waverly Place skulle bli den sista.
Den 17 september 2010 släppte Selena Gomez & the Scene sitt andra studioalbum, A Year Without Rain. Albumet debuterade på Billboard 200 som nummer 4 efter att ha sålt 66 000 exemplar. Albumet sålde guld den 19 januari 2011. I april 2011 hade bandet sålt cirka 1 354 000 album i USA. För att marknadsföra albumet åkte bandet ut på miniturnén A Year Without Rain Tour. I februari 2011 rapporterade TV Guide att Gomez skulle göra en cameo i filmen Mupparna.
Den 23 mars 2011 tillkännagav Hollywood Records genom ett pressmeddelande att Selena Gomez & the Scene skulle åka ut på sin tredje turné i USA, We Own the Night Tour under sommaren 2011. Produktionen för den sista säsongen av Magi på Waverly Place avslutades den 14 maj 2011. Gomez var värd för 2011 års upplaga av MuchMusic Video Awards den 19 juni. Hon var även värd för MTV Europe Music Awards den 6 november samma år i Belfast, Nordirland. Den 28 juni 2011 släppte Selena Gomez & the Scene sitt tredje studioalbum,  When the Sun Goes Down, som ursprungligen hette Otherside. Albumet debuterade som nummer 4 på Billboard 200 efter att ha sålt 78 000 exemplar första veckan. Albumet gick dock upp en placering som nummer 3 senare, vilket gjorde albumet till bandets bästa placering på albumlistan hittills. Den 17 november 2011 sålde albumet platina.

### 2012–2014: Fokus på film ochStars Dance
I januari 2012 tillkännagav Gomez att hon skulle lägga musiken åt sidan för att fokusera på skådespeleriet och att bandet skulle ta en paus.
Under 2012 medverkade Gomez i ett flertal filmer. Hon lånade ut rösten i den animerade komedifilmen Hotell Transylvanien, tillsammans med bland andra Adam Sandler och Steve Buscemi. Filmen hade premiär den 21 september 2012. Gomez medverkade även i Harmony Korines film Spring Breakers tillsammans med James Franco, Vanessa Hudgens och Ashley Benson. Filmen hade biopremiär i mars 2013. Gomez hade även en cameo i filmen Aftershock som bland annat Eli Roth medverkar i. Gomez hade en av huvudrollerna i actionfilmen Getaway som spelades in i Bulgarien. Ethan Hawke och Jon Voight medverkar också, och filmen hade premiär i slutet av 2013. Gomez var påtänkt för rollen som Carrie i nyinspelningen av skräckfilmen Carrie, även om hon aldrig provspelade för filmen. I slutändan var det Chloë Grace Moretz som fick rollen. Gomez medverkade även i filmversionen av Ric Browdes novell While I'm Dead... Feed the Dog tillsammans med Dylan McDermott och Nat Wolff. Filmen, som går under titeln Behaving Badly, regisserades av Tim Garrick. Gomez repriserade sin roll som Alex Russo igen i det timslånga specialavsnittet The Wizards Return: Alex vs. Alex.
I mars 2013 tillkännagav Gomez i en intervju med Hitfix att "Come & Get It", huvudsingeln från hennes kommande album, skulle släppas den 8 april 2013. Dock läckte låten den 6 april och Gomez beslutade sig för att släppa singeln tidigare. Hennes fjärde studioalbum, Stars Dance, släpptes utan The Scene den 19 juli 2013. Albumet marknadsfördes genom en turné i Nordamerika och Europa, Stars Dance Tour, som nådde Sverige den 31 augusti 2013.
Den 5 september 2014 bekräftade HITS Daily Double att Gomez hade lämnat Hollywood Records efter sju år och skrivit kontrakt med Interscope Records istället. Där kommer Gomez att arbeta nära skivbolagets VD John Janick i  nästa fas av sin musikkarriär.

### 2017–idag:Tretton skäl varförochRare
Gomez var verkställande producent för Tretton skäl varför. Hon delade seriens första trailer den 25 januari 2017 och serien hade premiär på Netflix den 31 mars 2017. Serien sändes i fyra säsonger till och med 2020.
Hennes album Rare släpptes den 10 januari 2020. Senare samma månad hade Gomez en röstroll som en giraff i äventyrsfilmen Dolittle, regisserad av Stephen Gaghan.
Sedan 2021 spelar hon en av huvudrollerna i den komiska kriminalserien Only Murders in the Building. Hon är även exekutiv producent för serien.

## Filmografi
| År   | Titel                                      | Roll                                  | Övrigt                                  |
| ---- | ------------------------------------------ | ------------------------------------- | --------------------------------------- |
| 2003 | Spy Kids 3-D: Game Over                    | Waterpark Girl                        |                                         |
| 2005 | Walker, Texas Ranger: Trial by Fire        | Julie                                 |                                         |
| 2008 | Another Cinderella Story                   | Mary Santiago                         | Huvudroll                               |
| 2008 | Horton (film)                              | Helga (röst)                          |                                         |
| 2009 | Projekt Prinsessa                          | Carter Mason                          | Huvudroll Disney Channel Original Movie |
| 2009 | Magi på Waverly Place: The Movie           | Alex Russo                            | Huvudroll Disney Channel Original Movie |
| 2009 | Arthur and the Revenge of Maltazard        | Princess Selenia (röst)               |                                         |
| 2010 | Arthur 3: The War of the Two Worlds        | Princess Selenia (röst)               |                                         |
| 2010 | Ramona and Beezus                          | Beatrice "Beezus" Quimby              |                                         |
| 2011 | Monte Carlo                                | Grace Bennett Cordelia Winthrop Scott | Huvudroll                               |
| 2011 | Mupparna                                   | Sig själv                             | Cameo                                   |
| 2012 | Funny or Die                               | Woman                                 | Kortfilm                                |
| 2012 | Hotell Transylvanien                       | Mavis (röst)                          |                                         |
| 2013 | Girl Rising                                | Berättare (röst)                      | Dokumentär                              |
| 2013 | Spring Breakers                            | Faith                                 |                                         |
| 2013 | Aftershock                                 | Lisa                                  | Cameo                                   |
| 2013 | Getaway                                    | The Kid                               |                                         |
| 2014 | Behaving Badly                             | Nina Pennington                       |                                         |
| 2014 | Rudderless                                 | Kate                                  |                                         |
| 2015 | Unity                                      | Berättare (röst)                      | Dokumentärfilm                          |
| 2015 | Hotell Transylvanien 2                     | Mavis (röst)                          |                                         |
| 2015 | The Big Short                              | Sig Själv                             |                                         |
| 2016 | The Fundamentals of Caring                 | Dot                                   |                                         |
| 2016 | In Dubious Battle                          | Lisa                                  |                                         |
| 2016 | Neighbors 2: Sorority Rising               | Phi Lambda President                  |                                         |
| 2018 | Hotell Transylvanien 3: En monstersemester | Mavis (röst)                          |                                         |
| 2019 | The Dead Don't Die                         | Zoe                                   |                                         |
| 2019 | A Rainy Day in New York                    | Chan Tyrell                           |                                         |
| 2020 | Dolittle                                   | Betsy (röst)                          |                                         |

| År        | Titel                             | Roll                      | Övrigt                                   |
| --------- | --------------------------------- | ------------------------- | ---------------------------------------- |
| 2002      | Barney & Friends                  | Gianna                    | 14 avsnitt                               |
| 2006      | Brain Zapped                      | Emily Grace Garcia        |                                          |
| 2006      | Zack & Codys ljuva hotelliv       | Gwen                      | Avsnitt: "A Midsummer's Nightmare"       |
| 2007      | Arwin!                            | Alexa                     |                                          |
| 2007      | What's Stevie Thinking?           | Stefanie "Stevie" Sanchez |                                          |
| 2007      | Hannah Montana                    | Mikayla                   | 13 avsnitt                               |
| 2007–12   | Magi på Waverly Place             | Alex Russo                | Huvudroll                                |
| 2008      | Jonas Brothers: Living the Dream  | Sig själv                 | Avsnitt: "Hello Hollywood"               |
| 2008      | Studio DC: Almost Live            | Sig själv                 |                                          |
| 2008      | Disney Channel Games              | Sig själv                 | Mini-serie                               |
| 2009      | Projekt Prinsessa                 | Carter Mason              | Huvudroll Disney Channel Original Movie  |
| 2009      | Magi på Waverly Place: The Movie  | Alex Russo                | Huvudroll Disney Channel Original Movie  |
| 2009      | Det ljuva havslivet               | Alex Russo                | Avsnitt: "Double-Crossed"                |
| 2009      | Sonnys chans                      | Sig själv                 | Avsnitt: "Battle of the Networks' Stars" |
| 2011      | So Random!                        | Sig själv / musikgäst     | Avsnitt: "Selena Gomez & the Scene"      |
| 2011      | PrankStars                        | Sig själv                 | Avsnitt: "Something to Chew On"          |
| 2013      | The Wizards Return: Alex vs. Alex | Alex Russo                | Specialavsnitt; även exekutiv producent  |
| 2014-15   | We Day                            | Presentatör/Programledare |                                          |
| 2017–2020 | Tretton skäl varför               | Verkställande producent   |                                          |
| 2021–2024 | Only Murders in the Building      | Mabel Mora                | Även producent                           |

## Diskografi

### Selena Gomez & the Scene

#### Album
- Kiss & Tell (2009)
- A Year Without Rain (2010)
- When the Sun Goes Down (2011)

#### Singlar
- Falling Down (2009)
- Live Like There's No Tomorrow (2010)
- Naturally (2010)
- Round and Round (2010)
- A Year Without Rain (2010)
- Bang Bang Bang (2011)
- Who Says (2011)
- Love You Like a Love Song (2011)
- Hit the Lights (2012)

### Solo

#### Album
- Stars Dance (2013)
- For You (2014)
- Revival (2015)
- Rare (2020)

#### Singlar
- Tell Me Something I Don't Know (2008)
- Magic (2009)
- Send It On (Disney's Friends for Change) (2009)
- Whoa Oh! (Me vs. Everyone) feat. Forever the Sickest Kids (2009)
- Shake It Up (2010)
- Come and Get It (2013)
- Slow Down (2013)
- The Heart Wants What It Wants(2014)
- Me & The Rhythm (2015)
- Good For You feat. ASAP Rocky (2015)
- I Want You To Know feat. Zedd (2015)

- Same Old Love (2015)

- Lose you to love me (2019)